# اندیس امرودک
امرودک یک اندیس فلزی است که در حوالی شهر نوک آباد استان سیستان و بلوچستان قرار دارد و مادهٔ معدنی موجود در آن، طلا است.سنگ میزبان این اندیس سنگ‌های ولکانیکی است و دیرینگی آن به دوران کواترنری می‌رسد. در این اندیس، پاراژنز‌های طلا و چند فلزی یافت می‌شوند.